# 양주고등학교
양주고등학교(楊州高等學校)는 대한민국 경기도 양주시 삼숭동에 있는 고등학교이다.

## 학교 연혁
- 2008년 1월 7일 : 삼숭고등학교 설립인가 (6학급)
- 2008년 3월 1일 : 삼숭고등학교 개교
- 2008년 3월 1일 : 초대 신현우 교장 취임
- 2008년 3월 3일 : 제1회 신입생 208명 입학 (6학급)
- 2010년 9월 6일 : 자율형 공립고 지정(교육과학기술부)
- 2011년 2월 10일 : 제1회 졸업식(5학급 150명)
- 2013년 3월 1일 : 양주고등학교로 교명 변경
- 2021년 3월 1일 : 자율학교 지정(2021년 ~ 2025년)
- 2023년 3월 1일 : 제5대 김용각 교장 취임
- 2024년 2월 6일 : 제14회 졸업식(8학급 201명)
- 2024년 3월 4일 : 제17회 신입생 238명 입학(8학급)

## 참고 자료
- 양주고등학교 - 한국교육학술정보원 학교알리미